# Каваджик
 Тази статия е за селото в дем Ясъкьой.  За селото във Вилает Одрин вижте Каваджик (вилает Одрин).  
Каваджик (на гръцки: Κάβος) е село в Западна Тракия, Гърция. Селото е част от дем Ясъкьой.

## География
Селото е разположено на 40 километра северозападно от Гюмюрджина.

## История
В 19 век Каваджик е село в Гюмюрджинска кааза на Одринския вилает на Османската империя. Според статистиката на професор Любомир Милетич в 1912 година в селото живеят 50 български екзархийски семейства.